# Baseball Club montalbanais
Uniformes
Le Baseball Club Montalbanais est un club français de baseball basé à Montauban (Tarn-et-Garonne) et évoluant dans le championnat régional de la Ligue de Midi-Pyrénées de baseball, softball et cricket (L.M.P.B.S.C.).